# Danh sách đô thị tại Salamanca
Đây là danh sách các đô thị ở tỉnh Salamanca thuộc cộng đồng tự trị Castile-Leon, Tây Ban Nha.
| Tên                                  | Dân số (2002) |
| Abusejo                              | 250           |
| Agallas                              | 195           |
| Ahigal de los Aceiteros              | 195           |
| Ahigal de Villarino                  | 43            |
| La Alameda de Gardón                 | 154           |
| La Alamedilla                        | 215           |
| Alaraz                               | 642           |
| Alba de Tormes                       | 4.827         |
| Alba de Yeltes, Salamanca            | 262           |
| La Alberca                           | 1.130         |
| La Alberguería de Argañán, Salamanca | 187           |
| Alconada                             | 216           |
| Aldea del Obispo                     | 385           |
| Aldeacipreste                        | 200           |
| Aldeadávila de la Ribera             | 1.616         |
| Aldealengua                          | 558           |
| Aldeanueva de Figueroa               | 327           |
| Aldeanueva de la Sierra              | 121           |
| Aldearrodrigo                        | 200           |
| Aldearrubia, Salamanca               | 519           |
| Aldeaseca de Alba                    | 122           |
| Aldeaseca de la Frontera             | 357           |
| Aldeatejada                          | 689           |
| Aldeavieja de Tormes                 | 136           |
| Aldehuela de la Bóveda               | 357           |
| Aldehuela de Yeltes                  | 292           |
| Almenara de Tormes                   | 247           |
| Almendra, Salamanca                  | 202           |
| Anaya de Alba                        | 293           |
| Añover de Tormes                     | 106           |
| Arabayona de Mógica                  | 500           |
| Arapiles                             | 485           |
| Arcediano                            | 113           |
| El Arco                              | 97            |
| Armenteros                           | 326           |
| La Atalaya                           | 151           |
| Babilafuente                         | 974           |
| Bañobárez                            | 396           |
| Barbadillo                           | 545           |
| Barbalos                             | 109           |
| Barceo                               | 61            |
| Barruecopardo                        | 568           |
| La Bastida                           | 37            |
| Béjar                                | 15.342        |
| Beleña                               | 161           |
| Bermellar                            | 215           |
| Berrocal de Huebra                   | 121           |
| Berrocal de Salvatierra              | 123           |
| Boada                                | 399           |
| El Bodón                             | 334           |
| Bogajo                               | 201           |
| La Bouza                             | 67            |
| Bóveda del Río Almar                 | 306           |
| Brincones                            | 104           |
| Buenamadre                           | 180           |
| Buenavista                           | 121           |
| El Cabaco                            | 283           |
| La Cabeza de Béjar                   | 103           |
| Cabeza del Caballo                   | 467           |
| Cabezabellosa de la Calzada          | 122           |
| Cabrerizos                           | 2.488         |
| Cabrillas                            | 532           |
| Calvarrasa de Abajo                  | 1.020         |
| Calvarrasa de Arriba                 | 666           |
| La Calzada de Béjar                  | 92            |
| Calzada de Don Diego                 | 244           |
| Calzada de Valdunciel                | 639           |
| Campillo de Azaba                    | 256           |
| El Campo de Peñaranda                | 371           |
| Candelario                           | 1.046         |
| Canillas de Abajo                    | 109           |
| Cantagallo                           | 282           |
| Cantalapiedra                        | 1.291         |
| Cantalpino                           | 1.137         |
| Cantaracillo                         | 252           |
| Carbajosa de la Sagrada              | 2.310         |
| Carpio de Azaba                      | 104           |
| Carrascal de Barregas                | 540           |
| Carrascal del Obispo                 | 254           |
| Casafranca                           | 86            |
| Las Casas del Conde                  | 79            |
| Casas de Monleón                     | 49            |
| Casillas de Flores                   | 247           |
| Castellanos de Moriscos              | 403           |
| Castellanos de Villiquera            | 586           |
| Castillejo de Martín Viejo           | 322           |
| Castraz                              | 60            |
| Cepeda                               | 508           |
| Cereceda de la Sierra                | 99            |
| Cerezal de Peñahorcada               | 124           |
| Cerralbo                             | 242           |
| El Cerro                             | 539           |
| Cespedosa de Tormes                  | 634           |
| Cilleros de la Bastida               | 40            |
| Cipérez                              | 426           |
| Ciudad Rodrigo                       | 14.447        |
| Coca de Alba                         | 152           |
| Colmenar de Montemayor               | 259           |
| Cordovilla                           | 138           |
| Cristóbal                            | 257           |
| El Cubo de Don Sancho                | 582           |
| Chagarcía Medianero                  | 138           |
| Dios le Guarde                       | 174           |
| Doñinos de Ledesma                   | 111           |
| Doñinos de Salamanca                 | 756           |
| Ejeme                                | 186           |
| La Encina                            | 185           |
| Encina de San Silvestre              | 126           |
| Encinas de Abajo                     | 658           |
| Encinas de Arriba                    | 288           |
| Encinasola de los Comendadores       | 285           |
| Endrinal                             | 290           |
| Escurial de la Sierra                | 283           |
| Espadaña                             | 41            |
| Espeja                               | 291           |
| Espino de la Orbada                  | 331           |
| Florida de Liébana                   | 255           |
| Forfoleda                            | 254           |
| Frades de la Sierra                  | 264           |
| La Fregeneda                         | 521           |
| Fresnedoso                           | 121           |
| Fresno Alhándiga                     | 291           |
| La Fuente de San Esteban             | 1.534         |
| Fuenteguinaldo                       | 908           |
| Fuenteliante                         | 134           |
| Fuenterroble de Salvatierra          | 271           |
| Fuentes de Béjar                     | 281           |
| Fuentes de Oñoro                     | 1.427         |
| Gajates                              | 213           |
| Galindo y Perahuy                    | 413           |
| Galinduste                           | 567           |
| Galisancho                           | 534           |
| Gallegos de Argañán                  | 398           |
| Gallegos de Solmirón                 | 182           |
| Garcibuey                            | 272           |
| Garcihernández                       | 614           |
| Garcirrey                            | 108           |
| Gejuelo del Barro                    | 52            |
| Golpejas                             | 193           |
| Gomecello                            | 530           |
| Guadramiro                           | 206           |
| Guijo de Ávila                       | 101           |
| Guijuelo                             | 5.180         |
| Herguijuela de Ciudad Rodrigo        | 132           |
| Herguijuela de la Sierra             | 312           |
| Herguijuela del Campo                | 123           |
| Hinojosa de Duero                    | 829           |
| Horcajo de Montemayor                | 204           |
| Horcajo Medianero                    | 330           |
| La Hoya                              | 30            |
| Huerta                               | 298           |
| Iruelos                              | 56            |
| Ituero de Azaba                      | 276           |
| Juzbado                              | 188           |
| Lagunilla                            | 609           |
| Larrodrigo                           | 284           |
| Ledesma                              | 1.927         |
| Ledrada                              | 583           |
| Linares de Riofrío                   | 1.002         |
| Lumbrales                            | 2.113         |
| Macotera                             | 1.635         |
| Machacón                             | 522           |
| Madroñal                             | 175           |
| El Maíllo                            | 413           |
| Malpartida                           | 146           |
| Mancera de Abajo                     | 344           |
| El Manzano                           | 90            |
| Martiago                             | 375           |
| Martín de Yeltes                     | 542           |
| Martinamor                           | 78            |
| Masueco                              | 453           |
| La Mata de Ledesma                   | 143           |
| Matilla de los Caños del Río         | 702           |
| La Maya                              | 259           |
| Membribe de la Sierra                | 110           |
| Mieza                                | 353           |
| El Milano                            | 167           |
| Miranda de Azán                      | 346           |
| Miranda del Castañar                 | 622           |
| Mogarraz                             | 356           |
| Molinillo                            | 80            |
| Monforte de la Sierra                | 116           |
| Monleón                              | 130           |
| Monleras                             | 272           |
| Monsagro                             | 218           |
| Montejo                              | 245           |
| Montemayor del Río                   | 363           |
| Monterrubio de Armuña                | 620           |
| Monterrubio de la Sierra             | 163           |
| Morasverdes                          | 418           |
| Morille                              | 176           |
| Moríñigo                             | 127           |
| Moriscos                             | 122           |
| Moronta                              | 129           |
| Mozárbez                             | 420           |
| Narros de Matalayegua                | 283           |
| Nava de Béjar                        | 115           |
| Nava de Francia                      | 172           |
| Nava de Sotrobal                     | 212           |
| Navacarros                           | 132           |
| Navales                              | 379           |
| Navalmoral de Béjar                  | 63            |
| Navamorales                          | 158           |
| Navarredonda de la Rinconada         | 272           |
| Navasfrías                           | 694           |
| Negrilla de Palencia                 | 113           |
| Olmedo de Camaces                    | 159           |
| La Orbada                            | 297           |
| Pajares de la Laguna                 | 150           |
| Palacios del Arzobispo               | 220           |
| Palaciosrubios                       | 518           |
| Palencia de Negrilla                 | 177           |
| Parada de Arriba                     | 243           |
| Parada de Rubiales                   | 345           |
| Paradinas de San Juan                | 624           |
| Pastores                             | 58            |
| El Payo                              | 486           |
| Pedraza de Alba                      | 295           |
| Pedrosillo de Alba                   | 233           |
| Pedrosillo de los Aires              | 456           |
| Pedrosillo el Ralo                   | 146           |
| El Pedroso de la Armuña              | 304           |
| Pelabravo                            | 791           |
| Pelarrodríguez                       | 204           |
| Pelayos                              | 77            |
| La Peña                              | 150           |
| Peñacaballera                        | 215           |
| Peñaparda                            | 458           |
| Peñaranda de Bracamonte              | 6.311         |
| Peñarandilla                         | 262           |
| Peralejos de Abajo                   | 188           |
| Peralejos de Arriba                  | 66            |
| Pereña de la Ribera                  | 519           |
| Peromingo                            | 155           |
| Pinedas                              | 175           |
| El Pino de Tormes                    | 178           |
| Pitiegua                             | 254           |
| Pizarral                             | 85            |
| Poveda de las Cintas                 | 332           |
| Pozos de Hinojo                      | 78            |
| Puebla de Azaba                      | 265           |
| Puebla de San Medel                  | 62            |
| Puebla de Yeltes                     | 232           |
| Puente del Congosto                  | 311           |
| Puertas                              | 96            |
| Puerto de Béjar                      | 478           |
| Puerto Seguro                        | 102           |
| Rágama                               | 295           |
| La Redonda                           | 106           |
| Retortillo                           | 261           |
| La Rinconada de la Sierra            | 181           |
| Robleda                              | 583           |
| Robliza de Cojos                     | 223           |
| Rollán                               | 586           |
| Saelices el Chico                    | 168           |
| La Sagrada                           | 180           |
| El Sahugo                            | 262           |
| Salamanca                            | 156.006       |
| Saldeana                             | 167           |
| Salmoral                             | 289           |
| Salvatierra de Tormes                | 67            |
| San Cristóbal de la Cuesta           | 424           |
| San Esteban de la Sierra             | 441           |
| San Felices de los Gallegos          | 624           |
| San Martín del Castañar              | 289           |
| San Miguel de Valero                 | 422           |
| San Miguel del Robledo               | 104           |
| San Morales                          | 240           |
| San Muñoz                            | 342           |
| San Pedro de Rozados                 | 361           |
| San Pedro del Valle                  | 131           |
| San Pelayo de Guareña                | 102           |
| Sancti-Spíritus                      | 1.103         |
| Sanchón de la Ribera                 | 117           |
| Sanchón de la Sagrada                | 51            |
| Sanchotello                          | 297           |
| Sando                                | 161           |
| Santa María de Sando                 | 169           |
| Santa Marta de Tormes                | 11.722        |
| Santiago de la Puebla                | 512           |
| Santibáñez de Béjar                  | 651           |
| Santibáñez de la Sierra              | 260           |
| Santiz                               | 281           |
| Los Santos                           | 680           |
| Sardón de los Frailes                | 104           |
| Saucelle                             | 391           |
| Sepulcro-Hilario                     | 267           |
| Sequeros                             | 265           |
| Serradilla del Arroyo                | 415           |
| Serradilla del Llano                 | 242           |
| La Sierpe                            | 49            |
| Sieteiglesias de Tormes              | 180           |
| Sobradillo                           | 364           |
| Sorihuela                            | 373           |
| Sotoserrano                          | 718           |
| Tabera de Abajo                      | 108           |
| La Tala                              | 137           |
| Tamames                              | 972           |
| Tarazona de Guareña                  | 418           |
| Tardáguila                           | 248           |
| El Tejado                            | 171           |
| Tejeda y Segoyuela                   | 121           |
| Tenebrón                             | 228           |
| Terradillos                          | 3.087         |
| Topas                                | 722           |
| Tordillos                            | 540           |
| El Tornadizo                         | 144           |
| Torresmenudas                        | 210           |
| Trabanca                             | 252           |
| Tremedal de Tormes                   | 39            |
| Valdecarros                          | 440           |
| Valdefuentes de Sangusín             | 311           |
| Valdehijaderos                       | 110           |
| Valdelacasa                          | 330           |
| Valdelageve                          | 129           |
| Valdelosa                            | 517           |
| Valdemierque                         | 65            |
| Valderrodrigo                        | 181           |
| Valdunciel                           | 110           |
| Valero                               | 432           |
| Valsalabroso                         | 214           |
| Valverde de Valdelacasa              | 73            |
| Valverdón                            | 284           |
| Vallejera de Riofrío                 | 62            |
| Vecinos                              | 319           |
| Vega de Tirados                      | 209           |
| Las Veguillas                        | 310           |
| La Vellés                            | 409           |
| Ventosa del Río Almar                | 149           |
| La Vídola                            | 170           |
| Vilvestre                            | 587           |
| Villaflores                          | 422           |
| Villagonzalo de Tormes               | 222           |
| Villalba de los Llanos               | 190           |
| Villamayor                           | 3.530         |
| Villanueva del Conde                 | 245           |
| Villar de Argañán                    | 118           |
| Villar de Ciervo                     | 391           |
| Villar de Gallimazo                  | 208           |
| Villar de la Yegua                   | 290           |
| Villar de Peralonso                  | 336           |
| Villar de Samaniego                  | 118           |
| Villares de la Reina                 | 3.229         |
| Villares de Yeltes                   | 165           |
| Villarino de los Aires               | 1.105         |
| Villarmayor                          | 222           |
| Villarmuerto                         | 54            |
| Villasbuenas                         | 307           |
| Villasdardo                          | 18            |
| Villaseco de los Gamitos             | 207           |
| Villaseco de los Reyes               | 435           |
| Villasrubias                         | 334           |
| Villaverde de Guareña                | 194           |
| Villavieja de Yeltes                 | 1.082         |
| Villoria                             | 1.395         |
| Villoruela                           | 1.005         |
| Vitigudino                           | 3.079         |
| Yecla de Yeltes                      | 349           |
| Zamarra                              | 147           |
| Zamayón                              | 205           |
| Zarapicos                            | 72            |
| La Zarza de Pumareda                 | 178           |
| Zorita de la Frontera                | 276           |